# Andrzej Mulak
Andrzej Mulak (ur. 8 lipca 1936 w Krakowie) – polski inżynier, profesor nauk technicznych, rektor Politechniki Wrocławskiej w latach 1996–2002.

## Życiorys
W 1959 roku ukończył studia na Wydziale Łączności Politechniki Wrocławskiej. W 1968 uzyskał stopień doktora nauk technicznych. Habilitował się w 1975 roku. W 1996 roku otrzymał tytuł profesora nauk technicznych.
W latach 1981–2001 był kierownikiem Zakładu Elektronowiązkowych Badań Powierzchni. W latach 1987–1990 był zastępcą dyrektora Instytutu Technologii Elektronowej Politechniki Wrocławskiej. W latach 1990–1996 był dziekanem Wydziału Elektroniki Politechniki Wrocławskiej. kierownikiem Katedry Zaawansowanych Technik Elektronicznych od 2002 r.; rektorem Politechniki Wrocławskiej w latach 1996–2002.
Odznaczony m.in. Krzyżem Oficerskim Orderu Odrodzenia Polski (2003), Krzyżem Kawalerskim Orderu Odrodzenia Polski, Złotym Krzyżem Zasługi, Medalem Komisji Edukacji Narodowej, Medalem „Za zasługi dla obronności kraju”.
Wyróżniony tytułem doktora honoris causa Politechniki Lwowskiej (2001).
Jego zainteresowania naukowe koncentrują się wokół optyki elektronowej, elektroniki ciała stałego oraz badań powierzchni ciała stałego.
Jest prezesem Wrocławskiego Towarzystwa Naukowego. Jest członkiem Rady Fundacji Rektorów Polskich.